# Matteo Piano
Matteo Piano (Asti, 24 ottobre 1990) è un ex pallavolista italiano, di ruolo centrale.

## Carriera
La carriera di Matteo Piano inizia nel 2006 nell'Hasta Volley Asti, prima in prima divisione e poi, dalla stagione 2008-09, nella squadra militante in Serie B2. Nella stagione 2009-10 viene ingaggiato dalla Pallavolo Piacenza, in Serie A1, con cui vince subito la Supercoppa italiana, per alternarsi poi tra le giovanili e la prima squadra, in cui entrerà stabilmente dall'annata 2010-11.
Nella stagione 2011-12 passa alla Pallavolo Città di Castello, in Serie A2, con cui ottiene la promozione in Serie A1 al termine del campionato 2012-13 e nella quale esordisce, con la stessa squadra, nella stagione 2013-14; nel 2013 ottiene le prime convocazioni nella nazionale italiana, con la quale vince la medaglia di bronzo alla World League, bissata anche nell'edizione 2014, e alla Grand Champions Cup e quella d'argento al campionato europeo.
Nella stagione 2014-15 veste la maglia del Modena Volley, in Serie A1, dove resta per tre annate e con cui vince due Coppe Italia, due Supercoppe italiane e lo scudetto 2015-16; nel 2015 con la nazionale italiana si aggiudica la medaglia d'argento alla Coppa del Mondo e quella di bronzo al campionato europeo, nel 2016 quella d'argento ai Giochi della XXXI Olimpiade e nel 2017 l'argento alla Grand Champions Cup.
Per il campionato 2017-18 si accasa al Powervolley Milano, sempre in massima divisione, con cui vince la Challenge Cup 2020-21; al termine della stagione 2024-25 annuncia il suo ritiro dall'attività agonistica: contestualmente, la squadra milanese ritira la maglia numero 11.

## Palmarès

### Club
- Campionato italiano: 1

2015-16
- Coppa Italia: 2

2014-15, 2015-16
- Supercoppa italiana: 3

2009, 2015, 2016
- Challenge Cup: 1

2020-21

### Premi individuali
- 2014 - Serie A1: Miglior muro[3]
- 2017 - Grand Champions Cup: Miglior centrale